# Ángel Domingo López Ruano
Ángel Domingo López Ruano   (Las Palmas de Gran Canaria, 10 de març de 1981), és un exfutbolista espanyol que jugava com a lateral dret. El seu darrer equip va ser la UD Las Palmas. Va ser internacional amb la selecció espanyola.

## Trajectòria esportiva
Aquest jugador canari es formà en les files de la UD Las Palmas a la tercera divisió. El pujaren al primer equip en primera divisió en la temporada 2000-2001. A la següent temporada fou traspassat al RC Celta de Vigo, al qual estigué 5 temporades i gràcies a la 3a bona temporada del club i del jugador va arribar a debutar amb la selecció espanyola en l'estadi Ramón de Carranza de Cadis contra la selecció romanesa amb resultat negatiu per als espanyols (0-1).
La temporada 07-08 quan el jugador i l'equip ja estaven concentrats per a començar la temporada, el Vila-real CF decidí fitxar el canari a falta d'un parell de dies que es tanqués el mercat de fitxatges.
Al final de la temporada 2011/12 es va desvincular del Vila-real, que va baixar a Segona Divisió. Després d'estar-se unes quantes setmanes sense equip, el 30 d'agost va fitxar pel Real Betis Balompié, amb qui va jugar una temporada. L'any següent va tornar al seu club original, la UD Las Palmas.